# Redabas

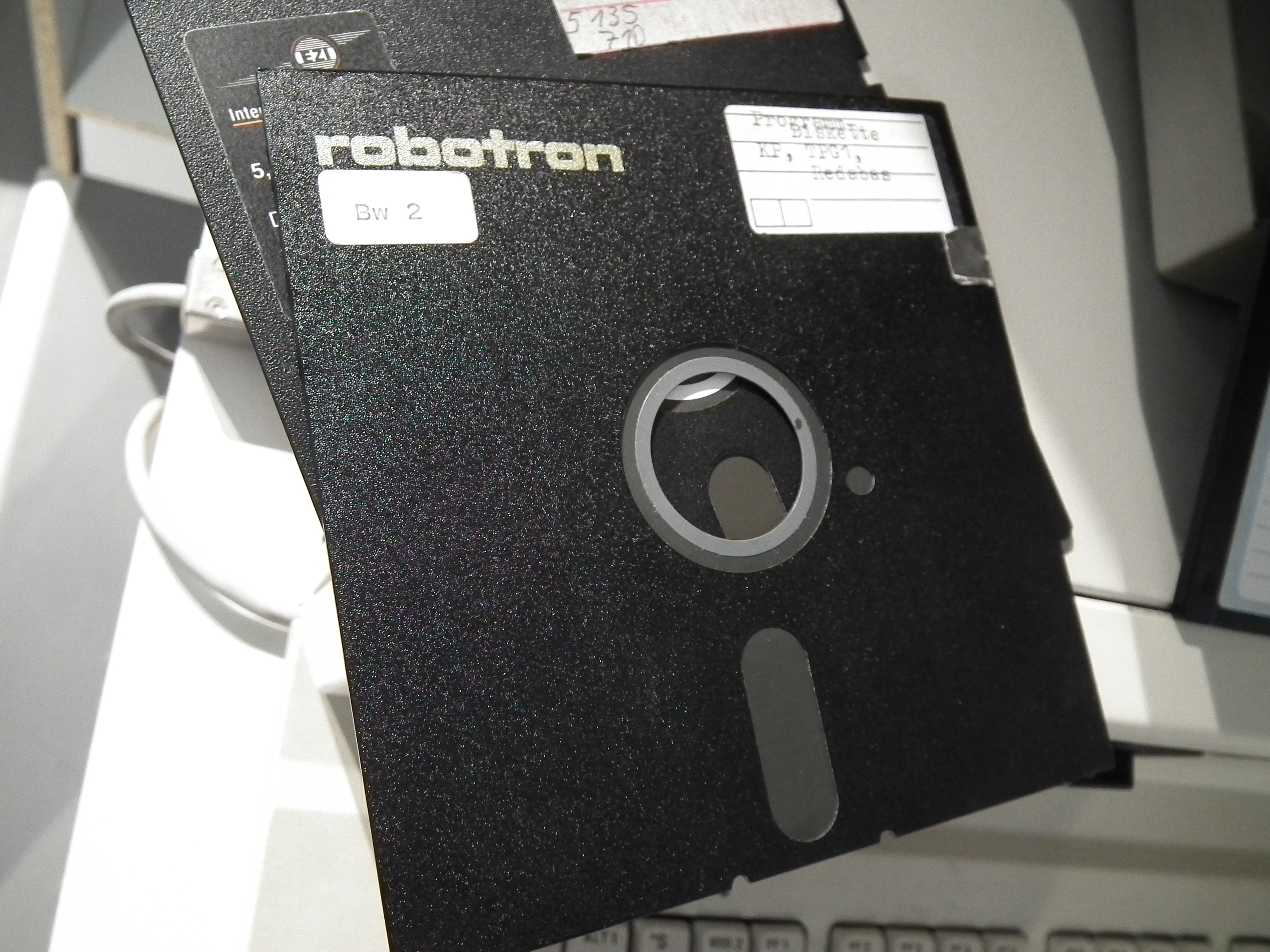
Programmdiskette mit Redabas

Redabas (Relationales Datenbanksystem) war das Datenbanksystem für Mikrocomputer aus dem VEB Kombinat Robotron der DDR.
Bei Redabas handelte es sich offenbar um eine Kopie von dBASE II, einem Datenbankverwaltungssystem des US-amerikanischen Software-Herstellers Ashton-Tate, bei dem der Name verändert wurde. Als 8-bit-Betriebssystem diente zunächst die CP/M-Kopie SCP.  Unter der MS-DOS-Kopie DCP lief das später für 16bit-Rechner von Robotron ausgelieferte REDABAS 3. Dieses entsprach der Version dBASE III.
Die eigene geschichtliche Darstellung seitens der Robotron Datenbank-Software GmbH aus Dresden sah zwischenzeitlich wie folgt aus:
- „1985–1989: Parallel zur INTERBAS-Entwicklung Adaption und Weiterentwicklung des Systems REDABAS für PC auf Basis von dBASE II durch Ursula Hempel und Hans Loley.“[1]

## Einzelbelege
1. ↑  robotron.de (Memento vom 11. Dezember 2008 im Internet Archive)